# Formación de halohidrinas
La formación de halohidrinas es una reacción química en la cual se adiciona a un alqueno un halógeno y un oxhidrilo en los carbonos adyacentes.

## Mecanismo de reacción
El mecanismo de reacción es similar al de la halogenación de alquenos. El agua al ser un nucleófilo más fuerte que el halogenuro se ve favorecida a producir un ataque nucleofílico en el catión halogenonio cíclico, formándose como producto principal una halohidrina.

### A) Formación del catión halogenonio cíclico
En el caso de bromo, el mecanismo se inicia con la adición electrofílica del bromo, generándose un intermediario de reacción catión bromonio cíclico.

### B) Ataque nucleofílico del agua
Posteriormente ocurre la adición nucleofílica (AN) del agua con estereoquímica anti en el carbono que presenta una capacidad mayor de soportar una densidad de carga positiva.

### C) Desprotonación
Debido a la elevada acidez del catión hidratado producido, ocurre su desprotonación, produciéndose la bromohidrina.